# Shine Ya Light
„Shine Ya Light“ е песен от албума „Ora“, изпълнена от британско-албанската певица Рита Ора. Песента е издадена на 17 октомври 2012 г. във Великобритания.

## Музикално видео
Музикалното видео към песента е издадено на 27 октомври 2012 г. Снимано е в Прищина, Косово – родното ѝ място. Във видеото е снимана Рита Ора, пееща на различни места в Прищина.

## Изпъленения на живо
Рита Ора изпълни песента в британския „X Factor“ на 4 ноември 2012 г.

## Позиции в музикалните класации
| Държава                                       | Класация |
| --------------------------------------------- | -------- |
| Великобритания (UK Singles Chart)             | 10       |
| Ирландия (IRMA)                               | 25       |
| Шотландия (Scottish Singles and Albums Chart) | 9        |

## История на издаване
| Държава        | Дата                |
| -------------- | ------------------- |
| Великобритания | 17 октомври 2012 г. |

## Траклист
„Shine Ya Light“ (Remixes) – EP 
1. „Shine Ya Light“ (The 2 Bears Full Length) – 5:29
2. „Shine Ya Light“ (The Bimbo Jones Dub) – 7:11
3. „Shine Ya Light“ (Dannic Club Mix) – 5:00
4. „Shine Ya Light“ (Gregor Slato Remix) – 5:53

## Музикален екип
- Вокали – Рита Ора
- Продуцент – Крис Локо
- Текст – Крис Локо, Лора Перголизи
- Музикален издател – Roc Nation